# Rijksbeschermd gezicht Bredevoort
Gezicht Bredevoort is een van rijkswege beschermd stadsgezicht in Bredevoort in de Nederlandse provincie Gelderland. De procedure voor aanwijzing werd gestart op 3 augustus 1983. Het gebied werd op 12 december 1985 definitief aangewezen. Het beschermd gezicht beslaat een oppervlakte van 14,7 hectare.
Panden die binnen een beschermd gezicht vallen krijgen niet automatisch de status van beschermd monument. Wel zal de gemeente het bestemmingsplan aanpassen om nieuwe ontwikkelingen in het gebied te reguleren. De gezichtsbescherming richt zich op de stedenbouwkundige en cultuurhistorische waardering van een gebied en wil het toekomstig functioneren daarvan veiligstellen.